# Tanja Stella
Tanja Stella (* 17. April 1988) ist eine ehemalige Schweizer Unihockeyspielerin, welche zuletzt beim SSL-Verein IK Sirius IBK unter Vertrag stand.

## Karriere

### Verein
Stella stammt aus dem Nachwuchs des UHC Uster und wechselte später in den Nachwuchs des UHC Dietlikon, für welchen sie auch in der Nationalliga A debütierte.
2011 wechselte Stella erstmals in die Svenska Superligan und unterschrieb bei Endre IF. Im Dezember 2014 kehrte Stella nach drei Jahren in Schweden aus persönlichen Gründen zurück in die Schweiz und schloss sich ihrem ehemaligen Club UHC Dietlikon an. Im Sommer 2015 wechselte sie wieder zurück zu Endre IF in die SSL. 
2016 kehrte Stella zurück an ihre alte Wirkungsstätte. Sie unterschrieb beim UHC Dietlikon einen Vertrag über zwei Jahre.
Fünf Jahre später wechselte Stella in die SSL zum IK Sirius IBK. Dort spielte sie eine Saison und gab anschliessend ihr Karriereende bekannt.

### Nationalmannschaft
2005 debütierte Stella für die U19-Nationalmannschaft. Ein Jahr später nahm sie mit der Schweiz an der Weltmeisterschaft in Grimma. Dabei gewann sie mit der Schweiz die Bronze-Medaille.
Stella debütierte 2009 für die Schweizer Nationalmannschaft.

## Privat
Stella ist mit dem Schweizer Unihockeyspieler Claudio Mutter liiert. Im Jahr 2021 vollzogen beide gemeinsam den Wechsel aus der Schweiz nach Schweden zu IK Sirius IBK.